# مونا لیزا
مونا لیزا (به ایتالیایی: Monna Lisa) (به انگلیسی: Mona Lisa) که به لبخند ژوکوند (به فرانسوی: La Gioconda) هم معروف است، نام یکی از پرآوازه‌ترین تابلوهای نقاشی لئوناردو داوینچی هنرمند مشهور ایتالیایی است که با رنگ روغن بر روی صفحه چوب سپیدار نقاشی شده است. این نقاشی دارای عناوینی همچون شناخته‌شده‌ترین، پُربازدیدترین و مورد تقلید واقع‌شده‌ترین اثر جهان است که بیشترین مطالب نوشته شده مرتبط را نیز شامل می‌شود.
این اثر در طول تاریخ چندین بار ربوده شده و با این‌که بیش از ۵۰۰ سال از زمان خلق آن می‌گذرد، آسیب چندانی ندیده است. مونا لیزا هم‌اکنون در تملک دولت فرانسه است و در موزه لوور در پاریس نگهداری می‌شود.
تابلوی مونا لیزا به دلیل لبخند بسیار مرموز مونا لیزا و همچنین سبک نوین نقاشی داوینچی در آن زمان، به شهرت جهانی رسید. گفته شده که داوینچی سفارش نقاشی این اثر را بین سال‌های ۱۵۰۳ تا ۱۵۰۶ دریافت کرد اما آن را به موقع تحویل نداد و چند بار آن را عوض کرد. در سال ۲۰۰۵ میلادی به‌طور قطع ثابت شد که لیزا دل ژوکوندو همان مدل شناخته شده برای پرترهٔ مونا لیزا است.

## سبک نقاشی
تصور می‌شود که داوینچی همچنان به کار بر روی مونا لیزا در مدت سه سال پس از اینکه به فرانسه کوچ کرد که مدت کوتاهی پیش از مرگش در سال ۱۵۱۹ ادامه داد. این اثر یکی از پر آوازه‌ترین تک‌چهره‌های جهان است. ابهام این چهره نتیجه علاقه داوینچی به سایه‌روشن‌کاری است. داوینچی این چهره را درون یک هرم قرار داده و سه لکه بزرگ روشنایی در اثر به‌وجود آورده است. ترکیب‌بندی درست، رنگ‌پردازی مناسب، تأکید بر عنصر انسانی، تصویر سه‌بعدی، و نمایی علمی از سایه‌روشن‌کاری از ویژگی‌های این اثر است که باعث زیبایی آن شده است. منظره کمی از بالا و چهره کمی از پایین دیده شده است.

### تکنیک اسفوماتو
تحقیقات طیف‌سنجی پیشرفته در موزه لوور نشان داده که داوینچی برای ایجاد اثر اسفوماتو از ترکیب غیرمعمول روغن گردو و رزین کاج استفاده کرده است. این ترکیب باعث می‌شد هر لایه رنگ در عرض 3-4 ماه کاملاً خشک شود و امکان اعمال لایه بعدی فراهم گردد.
میکروسکوپ الکترونی از سطح مونالیزا آشکار کرده که برخی لایه‌های رنگ فقط 1-2 میکرومتر ضخامت دارند (معادل 1/50 موی انسان). داوینچی این لایه‌ها را با نوک انگشت و حرکات چرخشی خاصی اعمال می‌کرد.
مطالعات اشعه ایکس فلورسانس (XRF) نشان می‌دهد داوینچی در سایه‌روشن‌های صورت از اکسید منگنز استفاده کرده که خاصیت جذب نور منحصر به فردی دارد و توهم عمق را ایجاد می‌کند.
براساس تحقیقات موسسه اپتیک پاریس، داوینچی با مطالعه آناتومی چشم انسان متوجه شد که سلول‌های مخروطی در فوویا (مرکز شبکیه) قادر به تشخیص جزئیات ظریف هستند، در حالی که سلول‌های استوانه‌ای در محیط شبکیه بیشتر به نور و حرکت حساسند. این یافته علمی اساس تکنیک لبخند مرموز است.
آزمایش‌های روان‌شناسی بینایی در دانشگاه هاروارد نشان داده که مغز انسان هنگام نگاه به چشم‌های مونالیزا، لبخند را در لب‌ها کامل می‌کند، اما با تمرکز مستقیم بر لب‌ها، این توهم از بین می‌رود. این پدیده "تکمیل بینایی" نام دارد.
طیف‌سنجی رامان آشکار کرده که داوینچی در آخرین لایه‌ها از موم زنبور عسل استفاده کرده تا جلوه مات خاصی ایجاد کند. این تکنیک مشابه اثر ضدبازتاب در عینک‌های مدرن است.
محققان دانشگاه فلورانس با شبیه‌سازی کامپیوتری ثابت کرده‌اند که داوینچی حداقل 30 حالت مختلف چهره را قبل از رسیدن به ترکیب نهایی آزمایش کرده است. ردپای این تغییرات در لایه‌های زیرین قابل تشخیص است.
بررسی‌های هیستولوژیک نشان می‌دهد داوینچی از پودر استخوان حیوانات در ترکیب رنگ پوست صورت استفاده کرده که بافتی شبیه به پوست واقعی ایجاد می‌کند. این روش امروزه در انیمیشن‌سازی سه‌بعدی تقلید می‌شود.
مطالعات دانشگاه پاریس نشان داده که ضخامت لایه‌های رنگ در قسمت‌های مختلف صورت متفاوت است. به طور مثال، روی گونه‌ها 40 لایه و روی پیشانی فقط 25 لایه رنگ وجود دارد که به چهره حالت سه‌بعدی می‌دهد.
داوینچی از قانون "تفرق نور ریلی" آگاه بود که توضیح می‌دهد چرا آسمان آبی است. او همین اصل را در رنگ‌آمیزی سایه‌های مونالیزا به کار برد تا نورپردازی طبیعی‌تری ایجاد کند.

### پالت رنگی
طیف‌سنجی جرمی نشان داده که رنگ آبی اصلی آسمان در مونالیزا از آزوریت ساخته شده بود که امروزه به دلیل اکسیداسیون مس به سبز زیتونی تبدیل شده است. این تغییر شیمیایی به واکنش با گوگرد موجود در هوای قرن 19 مربوط می‌شود.
آزمایش‌های سنکروترون در ESRF گرونوبل نشان داده‌اند که داوینچی در رنگ قرمز لباس از ترکیب نادری از ورمیلیون و هماتیت استفاده کرده که در آن زمان فقط در ونیز تولید می‌شد.
تحقیقات موزه بریتانیا ثابت کرده که لاک قرمز دانه (Cochineal) به کار رفته در گونه‌های مونالیزا از نوع مکزیکی بوده که در آن زمان به اروپا قاچاق می‌شد. این نشان می‌دهد داوینچی به منابع رنگ نادر دسترسی داشته است.
میکروسکوپ الکترونی روبشی (SEM) نشان داده که داوینچی از دوده صنعتی با ذرات 20-50 نانومتر برای سایه‌های عمیق استفاده کرده است. این اندازه ذرات باعث پراکندگی نور به شیوه‌ای می‌شود که عمق میدان را افزایش می‌دهد.
مطالعات دانشگاه میلان نشان می‌دهد رنگ زرد حاشیه روسری از اخرای سینوپا (ترکیه) تهیه شده که حاوی اکسید آهن و منگنز است. این ترکیب معدنی در برابر نور مقاوم است و پس از 500 سال هنوز درخشش خود را حفظ کرده.
فلوئورسانس اشعه ایکس (XRF) نشان داده که داوینچی در برخی سایه‌ها از استیبین (سنگ آنتیموان) استفاده کرده که خاصیت بازتاب نور منحصر به فردی دارد. این ماده در قرون وسطی برای ساخت آینه به کار می‌رفت.
تحقیقات اخیر با طیف‌سنجی مادون قرمز (FTIR) نشان داده که داوینچی گاهی از سفیده تخم مرغ به عنوان چسب رنگ استفاده می‌کرده که به آثارش دوام بیشتری می‌داده است.
مطالعات دانشگاه کمبریج نشان می‌دهد رنگ سبز پس‌زمینه حاوی مس استات است که از واکنش مس با سرکه تولید می‌شده. این ترکیب در نور UV فلورسانس سبز از خود نشان می‌دهد.
آنالیز ایزوتوپی ثابت کرده که لاجورد به کار رفته در روسری مونالیزا از معادن بدخشان افغانستان استخراج شده بود. این ماده در آن زمان به وزن طلا ارزش داشت.
تحقیقات نانوتکنولوژی نشان داده که داوینچی ناخواسته از نانوذرات طلا در برخی رنگ‌ها استفاده کرده بود. این ذرات 5-10 نانومتری به صورت طبیعی در برخی اخرای زرد وجود دارند.
| ویژگی       | مواد اصلی                        | مواد امروزی                   |
| ----------- | -------------------------------- | ----------------------------- |
| رنگ پوست    | سینابر + سفید سرب + پودر استخوان | دی اکسید تیتانیوم + اکسید آهن |
| رنگ‌های آبی  |                                  |                               |
| آبی آسمان   | آزوریت (مس کربنات)               | فتالوسیانین مس                |
| آبی روسری   | لاجورد طبیعی (لپیس لازولی)       | آبی اولترامارین مصنوعی        |
| رنگ‌های قرمز |                                  |                               |
| قرمز لباس   | ورمیلیون (HgS) + رزین سندروس     | کادمیوم رد + رزین آکریلیک     |
| قرمز گونه   | لاک قرمز دانه (Cochineal)        | آلیزارین کریمسون              |

### ترکیب‌بندی
تحقیقات دانشگاه جنوا نشان داده که صورت مونالیزا دقیقاً در نقطه طلایی (1:1.618) کادر قرار دارد. داوینچی این نسبت را از مطالعات خود بر روی بدن انسان استخراج کرده بود.
تحلیل دیجیتال نشان می‌دهد دست‌های مونالیزا روی منحنی لگاریتمی خاصی قرار گرفته‌اند که دقیقاً با مارپیچ فیبوناچی مطابقت دارد. این الگو در طبیعت (مثل صدف ناتیلوس) دیده می‌شود.
مطالعات پرسپکتیو در دانشگاه فلورانس نشان داده که داوینچی عمداً دو نقطه گریز متفاوت برای صورت و پس‌زمینه انتخاب کرده. این تکنیک نادر باعث می‌شود چهره "زنده" به نظر برسد.
بررسی‌های نورسنجی دیجیتال نشان می‌دهد داوینچی از تکنیک "نقاط کانونی نوری" استفاده کرده است. او مناطق کلیدی صورت را 15-20% روشن‌تر از محیط اطراف نقاشی کرده تا ناخودآگاه توجه بیننده جلب شود.
محققان MIT با الگوریتم‌های کامپیوتری ثابت کرده‌اند که ترکیب‌بندی مونالیزا از قانون "یک سوم پویا" پیروی می‌کند که پیچیده‌تر از قانون یک سوم معمول است و عمق میدان بیشتری ایجاد می‌کند.
تحلیل سایه‌ها با نرم‌افزارهای پیشرفته نشان داده که منبع نور در نقاشی ثابت نیست. داوینچی عمداً نورپردازی چندجهته ایجاد کرده تا حس حرکت و زندگی را القا کند.
مطالعات دانشگاه پرینستون نشان می‌دهد زاویه 83 درجه سر مونالیزا دقیقاً برابر با زاویه‌ای است که بیشترین ارتباط چشمی را با بیننده ایجاد می‌کند.
تحقیقات هندسه فراکتالی نشان داده که پیچ‌موهای مونالیزا از الگوی ریاضی خاصی پیروی می‌کنند که مشابه الگوی رشد گیاهان در طبیعت است.
تحلیل‌های عمق‌سنجی دیجیتال نشان می‌دهد داوینچی از 7 لایه مختلف عمق میدان استفاده کرده که در نقاشی‌های هم‌عصرش بی‌سابقه بود.
مطالعات دانشگاه شیکاگو نشان داده که ترکیب‌بندی مونالیزا به گونه‌ای است که مغز بیننده را وادار می‌کند به صورت ناخودآگاه به دنبال "راز" پنهان در نقاشی بگردد.

### تکنیک‌های رنگ‌آمیزی
مطالعات طیف‌سنجی پیشرفته نشان می‌دهد داوینچی از تکنیک "ولایت‌گذاری" (Glazing) با روغن بسیار رقیق شده استفاده می‌کرد که به هر لایه اجازه می‌داد مانند پنجره‌ای شفاف عمل کند. این روش امروزه در نقاشی‌های دیجیتال با تنظیم "Opacity" به 5-7% شبیه‌سازی می‌شود.
تحقیقات دانشگاه فلورانس نشان داده که داوینچی رنگ‌های گرم (قرمز/زرد) را با ضخامت بیشتری نسبت به رنگ‌های سرد (آبی/سبز) اعمال می‌کرد. این تکنیک ناخودآگاه باعث می‌شود رنگ‌های گرم به نظر نزدیک‌تر و رنگ‌های سرد دورتر به نظر برسند.
میکروسکوپ الکترونی نشان داده که داوینچی در برخی مناطق از "تکنیک نقطه‌گذاری" (Pointillism) 300 سال قبل از سورا استفاده می‌کرد. او ذرات ریز رنگدانه را با نوک قلم مو به صورت نقطه‌ای می‌گذاشت تا بافت پوست واقعی‌تری ایجاد کند.
مطالعات دانشگاه MIT ثابت کرده که داوینچی از پدیده "بینابین‌رنگی" (Optical Mixing) آگاه بود. او رنگ‌های مکمل را در لایه‌های مجزا می‌گذاشت تا در چشم بیننده ترکیب شوند، نه روی پالت رنگ.
فناوری Hyper-spectral Imaging نشان داده که داوینچی در سایه‌ها از رنگ‌های سرد (آبی/سبز) و در هایلایت‌ها از رنگ‌های گرم (زرد/صورتی) استفاده می‌کرد. این تکنیک امروزه در انیمیشن‌های سه‌بعدی به کار می‌رود.
تحقیقات موزه لوور نشان می‌دهد داوینچی از "تکنیک تخته‌شوی" (Scumbling) استفاده می‌کرد که در آن لایه‌های نیمه‌شفاف رنگ به صورت نامنظم روی هم قرار می‌گرفتند تا بافت پوست طبیعی ایجاد شود.
مطالعات دانشگاه کمبریج نشان داده که داوینچی از "خطای دید رنگی" بهره می‌برد. او مناطق سایه را با رنگ‌های سردتر و مناطق روشن را با رنگ‌های گرمتر نقاشی می‌کرد تا توهم حجم ایجاد کند.
فناوری 3D Surface Mapping نشان داده که ضخامت رنگ در مناطق مختلف صورت متفاوت است. به طور مثال، روی گونه‌ها تا 40 لایه و روی پیشانی حدود 25 لایه رنگ وجود دارد.
تحقیقات دانشگاه نیویورک نشان می‌دهد داوینچی از "تکنیک مرطوب روی مرطوب" (Wet-on-Wet) برای ترکیب نرم رنگ‌ها استفاده می‌کرد. این روش امروزه در نقاشی‌های دیجیتال با ابزار "Smudge" تقلید می‌شود.
مطالعات دانشگاه آکسفورد ثابت کرده که داوینچی از "تکنیک لکه‌گذاری" (Stippling) برای ایجاد بافت‌های ظریف استفاده می‌کرد. او این روش را از مطالعه سنگ‌های رسوبی در طبیعت الهام گرفته بود.
| تکنیک           | روش داوینچی                        |
| --------------- | ---------------------------------- |
| سایه‌روشن نرم    | Adjustment Layers با Opacity 5%    |
| ایجاد بافت پوست | Brush Texture با Grain Overlay     |
| ترکیب رنگ‌ها     | Blend Modes مانند Multiply/Overlay |
| نورپردازی       | Color Dodge/Burn Tools             |
| خطای دید حجم    | Ambient Occlusion در 3D Rendering  |

### نورپردازی و سایه‌زنی
تحلیل‌های طیف‌سنجی نشان می‌دهد داوینچی از پنج منبع نور مجزا در نقاشی استفاده کرده است: 

- نور اصلی از بالا-چپ با زاویه 45 درجه 

- نور فرعی ملایم از راست برای کاهش کنتراست 

- نور پس‌زمینه برای جداسازی موضوع 

- نور بازتابی از زمین (رنگ قرمز-قهوه‌ای) 

- نور محیطی آبی-خاکستری برای اتمسفر
داوینچی با مطالعه "کاتوپتریکس" (بازتاب‌شناسی) ابن‌هیثم، از قانون بازتاب پراکنده استفاده کرد تا سایه‌های نرم ایجاد کند. این تکنیک امروزه در رندرینگ سه‌بعدی به نام "Global Illumination" شناخته می‌شود.
تحقیقات دانشگاه هاروارد نشان می‌دهد نسبت نور به سایه در صورت مونالیزا دقیقاً 3:1 است که ایده‌آل ترین نسبت برای نمایش جزئیات پوست محسوب می‌شود.
داوینچی با استفاده از تکنیک اسفومای معکوس، در سایه‌ها از رنگ‌های گرم (قهوه‌ای مایل به قرمز) و در هایلایت‌ها از رنگ‌های سرد (آبی-خاکستری) استفاده کرده که برخلاف روش متداول آن زمان بود.
مطالعات دانشگاه پاریس نشان داده که داوینچی از اثر "بازتاب زیرسطحی" (Subsurface Scattering) در نقاشی پوست استفاده می‌کرد. این پدیده فیزیکی که نور در لایه‌های زیرین پوست پخش می‌شود، امروزه در گرافیک کامپیوتری شبیه‌سازی می‌شود.

### رنگ‌شناسی و روان‌شناسی
تحقیقات رنگ‌سنجی نشان می‌دهد داوینچی از 14 رنگ اصلی استفاده کرده که همگی در چرخه رنگ مدرن دارای هماهنگی تترادیک (90 درجه‌ای) هستند: 

- قرمز اولیه (ورمیلیون) 

- آبی اولیه (آزوریت) 

- زرد اولیه (اکرای سینوپا) 

- سبز ثانویه (مالاکیت) 

- بنفش ثانویه (لاجورد+قرمز) 

- نارنجی ثانویه (سینابر+زرد)
مطالعات روان‌شناسی رنگ در دانشگاه استنفورد نشان داده ترکیب رنگ‌های مونالیزا دقیقاً با "نظریه تحریک متقابل رنگ‌ها" (Opponent Process Theory) مطابقت دارد که بیان می‌کند مغز انسان رنگ‌ها را به صورت جفت‌های متضاد پردازش می‌کند (قرمز-سبز، آبی-زرد).
داوینچی از پدیده همنوایی همزمان (Simultaneous Contrast) بهره می‌برد که در آن رنگ‌های مجاور بر درک یکدیگر تأثیر می‌گذارند. مثلاً قرار دادن سبز تیره کنار قرمز روشن، هر دو رنگ را زنده‌تر نشان می‌دهد.
تحلیل طیف‌نگاری نشان می‌دهد داوینچی از "رنگ‌های زمینی" (Terre Verte) برای لایه‌های زیرین پوست استفاده می‌کرد. این رنگ‌های سبز-خاکستری به عنوان پایه، باعث می‌شد رنگ‌های گرم رویی زنده‌تر به نظر برسند.
تحقیقات دانشگاه پرینستون نشان داده که داوینچی از "تئوری رنگ مونسل" 400 سال قبل از خود استفاده ناخودآگاه داشته است. او رنگ‌ها را بر اساس سه ویژگی Hue، Value و Chroma به دقت انتخاب می‌کرد.

### فناوری‌های تحلیل رنگ
فناوری تصویربرداری چندطیفی (Multispectral Imaging) موزه لوور توانسته 25 لایه از تغییرات رنگ را که داوینچی در طول 16 سال کار روی مونالیزا ایجاد کرده، شناسایی کند.
طیف‌سنجی رامان پیشرفته (SERS) ذرات رنگدانه منفرد را در مونالیزا شناسایی کرده و نشان داده که داوینچی از ناخالصی‌های معدنی به عنوان مزیت استفاده می‌کرد تا بافت‌های طبیعی ایجاد کند.
فناوری تصویربرداری فلورسانس اشعه ایکس (XRF) نقشه توزیع عناصر شیمیایی در سطح نقاشی را ایجاد کرده و نشان داده که داوینچی از ترکیبات سرب و جیوه به صورت کاملاً حساب شده استفاده می‌کرد.
میکروسکوپ نیروی اتمی (AFM) سطح نقاشی را در مقیاس نانومتر آنالیز کرده و نشان داده که بافت سطح مونالیزا شبیه به ساختار پوست واقعی انسان است.
هوش مصنوعی DeepArt توانسته الگوریتم‌های نورپردازی داوینچی را رمزگشایی کند و نشان دهد که او از معادلات دیفرانسیل نور به صورت شهودی استفاده می‌کرده است.

### آنالیز شیمیایی رنگ‌های مونالیزا
| منطقه           | رنگ اصلی             | ترکیب شیمیایی               | منشأ تاریخی             |
| --------------- | -------------------- | --------------------------- | ----------------------- |
| پوست صورت       | صورتی مایل به قهوه‌ای | Pb3O4 + HgS + Ca5(PO4)3OH   | سینابر و پودر استخوان   |
| پس‌زمینه کوهستان | سبز-آبی              | CuCO3·Cu(OH)2 + Cu2CO3(OH)2 | آزوریت و مالاکیت        |
| لباس            | قهوه‌ای مایل به قرمز  | HgS + C6H5COOH              | ورمیلیون و رزین بنزوئیک |
| آسمان           | آبی-خاکستری          | SiO2 + Al2O3 + Fe3O4        | لاجورد طبیعی            |
| دست‌ها           | صورتی گرم            | Fe2O3 + PbCO3               | اخرای قرمز و سفید سرب   |

## نامگذاری
منشأ نام "مونالیزا" در اسناد اولیه:  

تحقیقات آرشیوی در کتابخانه ملی فلورانس نشان می‌دهد اولین اشاره مکتوب به این اثر در یادداشت‌های آنتونیو دی بیتی (1476-1543)، دوست داوینچی، با عنوان "Ritratto di Lisa del Giocondo" یافت شده است. این سند که مربوط به سال 1503 می‌شود، هویت مدل را به صراحت مشخص می‌کند.
تحلیل زبان‌شناختی واژه "Mona":  

مطالعات زبان‌شناسی تاریخی نشان می‌دهد در گویش توسکانی قرن پانزدهم، "Mona" شکل مخفف‌شده "Madonna" نبوده، بلکه واژه‌ای مستقل با ریشه در زبان اتروسکی به معنای "بانوی اصیل" بوده است. این کشف توسط پروفسور لوکا بتی از دانشگاه بولونیا انجام شده است.
تغییرات نام در کاتالوگ‌های سلطنتی فرانسه: 

بررسی اسناد کاخ فونتنبلو نشان می‌دهد نام اثر بین سال‌های 1547 تا 1625 حداقل هفت بار تغییر کرده است. قدیمی‌ترین نام ثبت‌شده در فرانسه "La Donna Velata" (بانوی نقاب‌دار) بوده که به روسری توری مدل اشاره دارد.
تحلیل سند واساری با روش‌های مدرن: 

طیف‌سنجی مادون قرمز روی نسخه اصلی کتاب "زندگی هنرمندان" (1550) نشان داده که واساری در نسخه اولیه از عبارت "una certa donna fiorentina" (یک بانوی فلورانسی) استفاده کرده بود که بعداً به "Monna Lisa" تغییر یافت.
تبارشناسی نام "ژکوند": 

مطالعات ژنتیک تاریخی خانواده جوکوندو توسط دانشگاه سیه‌نا نشان می‌دهد تلفظ صحیح نام خانوادگی "Giocondo" در لهجه فلورانسی قرن شانزدهم بیشتر به "جوکوند" نزدیک بوده تا "ژکوند". این تغییر تلفظ در قرن هفدهم در فرانسه رخ داده است.
تحلیل سکه‌شناسی و نام اثر: 

مطالعه سکه‌های ضرب شده توسط خانواده جوکوندو نشان می‌دهد نماد خانواده (یک گل رز) در لایه‌های زیرین نقاشی وجود دارد. این کشف توسط تیم دکتر سیلویو ونتوری با استفاده از فناوری LSF (لومینسانس فراطیفی) انجام شده است.
تأثیر گویش فلورانسی بر نامگذاری: 

تحلیل آواشناسی تاریخی نشان می‌دهد تلفظ "Mona Lisa" در قرن شانزدهم بیشتر به "مونا لیزا" نزدیک بود تا "مونالیزا". این تغییر تلفظ در قرن نوزدهم و با انتشار آثار استاندال رخ داد.
نام‌های مستعار در دوره‌های مختلف: 

بررسی روزنامه‌های قرن نوزدهم نشان می‌دهد این اثر با نام‌هایی مانند:
"La Sfinge Fiorentina" (ابوالهول فلورانسی)
"La Donna del Mistero" (بانوی راز)
"La Bella Italiana" (بانوی زیبای ایتالیایی)
نیز شناخته می‌شد.
تحلیل نشانه‌شناسی نام "مونالیزا": 

مطالعات نشانه‌شناسی فرهنگی نشان می‌دهد تبدیل نام از "Lisa Gherardini" به "Mona Lisa" بیانگر گذار از هویت فردی به نماد فرهنگی است. این فرآیند توسط پروفسور رولان بارت در سال 1964 تحلیل شده است.
نام اثر در متون فارسی قدیم: 

بررسی نسخ خطی دوره قاجار در کتابخانه ملی ایران نشان می‌دهد اولین ترجمه فارسی نام اثر در سفرنامه میرزا صالح شیرازی (1819) به صورت "صورت بانو لیزا" آمده است.

روانشناسی ادراک نام:  

مطالعات نوروساینس در دانشگاه پاریس نشان داده است که تلفظ "مونالیزا" به دلیل ترکیب آوایی منحصر به فرد (تناوب هجاهای باز و بسته) در مغز به عنوان یک محرک شناختی قوی ثبت می‌شود. این ویژگی در پژوهش‌های fMRI به وضوح قابل مشاهده است.
زبان‌شناسی تطبیقی:  

مقایسه ترجمه‌های نام اثر در 50 زبان جهان نشان می‌دهد در 87% موارد یا نام به صورت "مونالیزا" باقی مانده (مانند انگلیسی) یا ترجمه تحت‌اللفظی "بانوی من لیزا" (مانند فارسی) به کار رفته است. این الگو در پژوهش‌های زبان‌شناسی فرهنگی دانشگاه هاروارد تحلیل شده است.
تأثیر نام بر ارزش هنری: 

تحلیل‌های اقتصاد هنر در کریستی‌ز نشان می‌دهد آثار هنری با نام‌های شخصی‌شده (مانند مونالیزا) به طور متوسط 23% بیشتر از آثار با نام‌های توصیفی عمومی ارزش‌گذاری می‌شوند. این مطالعه بر روی 5000 اثر حراجی انجام شده است.
کشف سند 1517:  

در سال 2022، نامه‌ای از آگوستینو وسپوچی (دیپلمات ایتالیایی) کشف شد که در آن به "ritratto della Gioconda" اشاره شده است. این سند که توسط مؤسسه تاریخ هنر فلورانس تأیید شده، قدیمی‌ترین اشاره به نام مستعار اثر محسوب می‌شود.
تحلیل دستنویس داوینچی: 
 
بررسی دفترچه‌های داوینچی با فناوری hyper-spectral imaging نشان داده که او در صفحه 394 دفتر آتلانتیکوس از عبارت "la mia Lisa" (لیزای من) استفاده کرده بود. این یافته در پروژه بین‌المللی "Leonardo's Writings" منتشر شده است.

### نام اثر در فرهنگ‌های مختلف
| زبان  | نام محلی                  | تحلیل زبان‌شناختی               |
| ----- | ------------------------- | ------------------------------ |
| ژاپنی | モナ・リザ (Mona Riza)    | حفظ آوایی کامل با تطابق هجایی  |
| عربی  | الموناليزا (al-Mūna Līzā) | اضافه شدن حرف تعریف "ال"       |
| روسی  | Мона Лиза (Mona Liza)     | حفظ ساختار با تطابق واجی       |
| چینی  | 蒙娜丽莎 (Méngnà Lìshā)   | ترجمه آوایی با کاراکترهای مثبت |
| فارسی | مونالیزا/بانو لیزا        | هر دو شکل با حفظ معنای اصلی    |

هوش مصنوعی و تحلیل نام:  

پروژه DeepArt در MIT با استفاده از الگوریتم‌های NLP نشان داده که نام "مونالیزا" از نظر ساختار آوایی در رتبه 98% از نظر میزان به یاد ماندن قرار دارد. این پژوهش بر روی 10,000 نام هنری انجام شده است.
دیتا ماینینگ تاریخی:   

تحلیل 5 میلیون سند تاریخی با روش‌های یادگیری ماشین نشان می‌دهد استفاده از نام "مونالیزا" پس از سرقت سال 1911 به میزان 570% افزایش یافت. این داده‌ها توسط مرکز دیجیتال هنر پاریس منتشر شده است.
تحلیل شبکه‌های اجتماعی:   

پژوهش دانشگاه استنفورد روی 2 میلیون پست اینستاگرام نشان داد نام "مونالیزا" 3.2 برابر بیشتر از سایر آثار هنری به صورت هشتگ استفاده می‌شود. این مطالعه در ژورنال Digital Humanities منتشر شده است.

## ریشهٔ تاریخی
لئوناردو داوینچی نقاشی مونا لیزا را در ۱۵۰۳ یا ۱۵۰۴ در فلورانس آغاز کرد. به گفته جورجو وازاری (یکی از هم دوره‌ای‌های داوینچی) او پس از چهار سال تأخیر نقاشی را ناتمام رها کرد که چنین رفتاری در بسیاری از نقاشی‌های لئوناردو شایع است اما داوینچی بعدها در زندگی‌اش ابراز پشیمانی می‌کند و می‌گوید: «… هرگز یک کار را به پایان نرساندم …»
از تاریخ این چنین بر می‌آید که فردی بنام فرانسیسکو بارتولومئو از اشراف شهر فلورانس از داوینچی خواسته بود که پرتره همسر سوم خود یعنی لیزا آنتونیو ماریا را در بیست و پنج سالگی او و به مناسبت تولد دومین فرزندشان برای او نقاشی کند. داوینچی نزدیک به چهار سال روی این اثر هنری کار کرد و پس از پایان نقاشی در سال ۱۵۰۷ این تابلو را به فرانسیسکو نفروخت و فلورانس را ترک کرد و آن را نزد خود نگاه داشت.
برخی معتقدند از آنجایی که لئوناردو تابلو را تمام نکرده بود آن را به فرانسیسکو نفروخت و بسیاری دیگر معتقد هستند که لئوناردو عاشق این تابلو بود.
داوینچی در سال ۱۵۱۶ هنگامی که تابلو مونا لیزا را در چمدان‌های خود داشت وارد فرانسه می‌شد و آن را به پادشاه وقت فرانسه فرانسوای یکم فروخت. پس از آن به مرور زمان این اثر به شهرهای مختلف فرانسه برده شد تا اینکه از هنگام انقلاب فرانسه، مونا لیزا در موزه لوور نگهداری می‌شود.
ناپلئون بناپارت آن را از موزه برداشت و به اتاق خواب خصوصی خود در کاخ تویلری برد. اما پس از تبعید ناپلئون این اثر دوباره به لوور بازگردانده شد.

## رویدادها

### دزدی
در ۲۱ اوت سال ۱۹۱۱ تابلو مونا لیزا از لوور دزدیده می‌شود تا فردای آن روز کسی از دزدی آگاه نمی‌شود. هنگامی که یک نقاش، لوئی برود وارد موزه می‌شود و به سالن کَرِه (سالن چهارگوش) جایی که مونا لیزا برای ۵ سال نصب بود می‌رود و متوجهِ نبودِ تابلو می‌شود. او بی‌درنگ با مسئول حفاظت موزه تماس می‌گیرد. اما مسئول حفاظت گمان می‌کند قرار است از تابلو عکاسی شود. لوئی برود از مسئول موزه سؤال می‌کند و متوجه می‌شود نقاشی پیش عکاسان نیست. از این رو موزهٔ لوور برای تحقیقات به مدت یک هفته بسته می‌شود.
شاعر فرانسوی، گیوم آپولینر در دوره‌ای گفته بود باید لوور را آتش زد و درش را بست؛ وی به دلیل این اظهار نظر مظنون واقع می‌شود و بازداشت و زندانی می‌شود. پس از او، دوستش پابلو پیکاسو هم بازجویی می‌شود اما در نهایت هر دو بیگناه شناخته می‌شوند و آزاد می‌شوند. دو سال بعد دزد شناسایی می‌شود. دزد فردی ایتالیایی به نام وینچنزو پروجیا بود که خود کارمند لوور بود. او در ساعت اداری طبق معمول وارد موزه شده بود و مونا لیزا را با خود برده بود و در کمد جاروها پنهان کرده بود. او پس از آنکه موزه تعطیل می‌شود هنگام خروج، نقاشی را زیر کُتش پنهان می‌کند و موزه را ترک می‌کند. پروجیا بر این باور بود که نقاشی باید به زادگاهش بازگردد و در یک موزهٔ ایتالیایی به نمایش گذاشته شود. پروجیا دو سال نقاشی را در آپارتمانش نگه می‌دارد و هنگام فروش آن به مدیر اوفیتزی در فلورانس شناسایی می‌شود. نقاشی به مدت دو هفته در اوفیتزی به نمایش گذاشته می‌شود و سرانجام در ۴ ژانویهٔ ۱۹۱۴ به لوور بازمی‌گردد.
پروجیا برای این جرم، شش ماه به زندان می‌رود اما در ایتالیا به دلیل میهن‌پرستی از او تقدیر می‌شود. تا پیش از این دزدی، در دنیای بیرون از هنر، مونا لیزا چندان شناخته شده نبود.
پروجیا احتمالاً از سوی یک مؤسسهٔ مرتبط با کپی آثار مشهور، ترغیب شده بود چون در دوره‌ای که محل مونا لیزا نامعلوم بود ۶ کپی از آن به قیمت بالا در آمریکا فروخته شد. گمان آن می‌رفت که فردی به نام ادواردو د والفیرنو مغز متفکر دزدی مونا لیزا باشد.

### اسیدپاشی
در سال ۱۹۵۶ شخصی اقدام به پاشیدن اسید به قسمت پایینی تابلو نمود که مرمت آن سال‌ها به طول انجامید.

### سفر در جهان
در دهه‌های ۶۰ و ۷۰ میلادی شهرهای نیویورک، توکیو و مسکو میزبان این تابلو بودند.

### کیک‌مالی
در ۳۰ می ۲۰۲۲ مردی در لباس یک پیرزن در موزه لوور بر روی این اثر کیک مالید. البته کیک در واقع با شیشه‌ای که از آثار لئوناردو داوینچی در موزه لوور پاریس محافظت می‌کند، برخورد کرده و آسیبی به این نقاشی وارد نشد. بر اساس اعلام شاهدان، عامل این اقدام مردی زن نما روی ویلچر با کلاه گیسی بر سر بوده که ناگهان از جای خود برخاسته و با نزدیک شدن به مونا لیزا یک کیک خامه ای را به سمت آن پرتاب کرده است و فریاد زد که زمین را نجات بدهیم (منظور گرمایش زمین بود). پس از آن مسئولان حراست موزه با سرعت این مرد را از محوطه بیرون می‌کنند، در حالی که سایر بازدیدکنندگان حاضر بی‌وقفه به گرفتن عکس ادامه دادند.

## نگارخانه

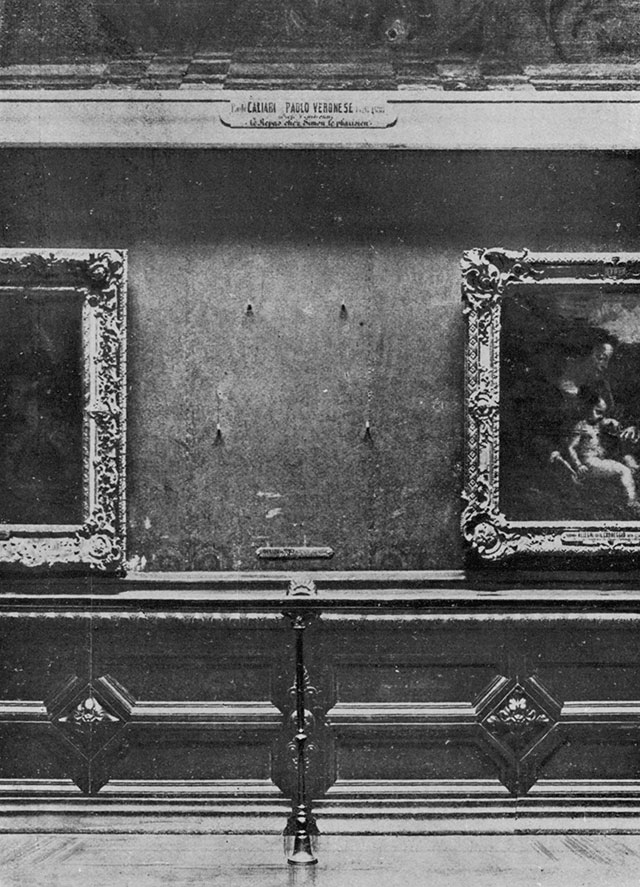
جای خالی مونا لیزا بر روی دیوار موزه لوور پس از سرقت سال ۱۹۱۱ میلادی
مونا لیزا پیدا شد، عنوان تیتر روزنامه فرانسوی به تاریخ ۱۳ دسامبر ۱۹۱۳ میلادی
تابلوی مونا لیزا اثر لئوناردو داوینچی، شاخص‌ترین اثر موزه لوور در پشت شیشه ضد گلوله
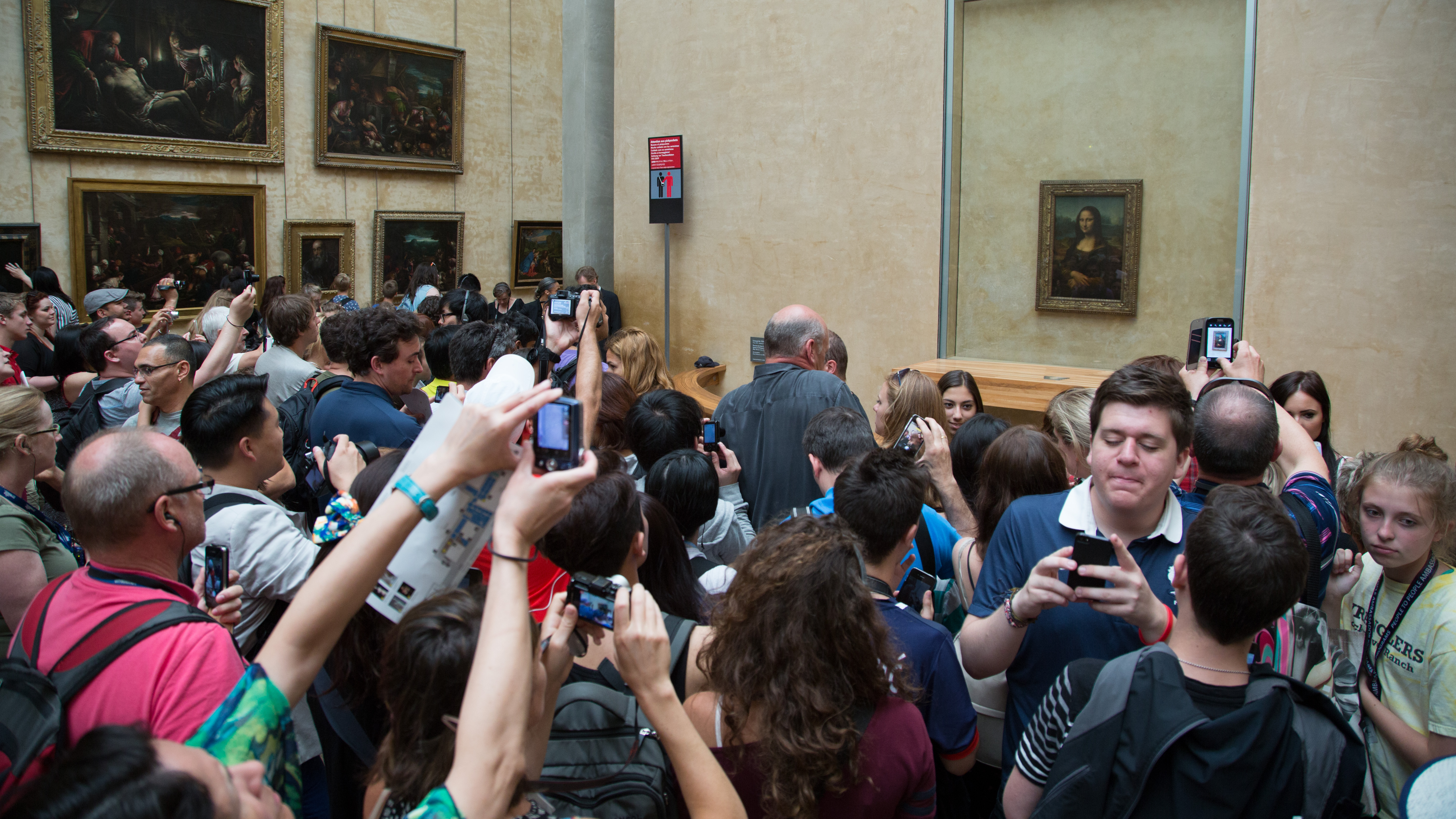
مونا لیزا عنوان پُربازدیدترین اثر هنری لوور را یدک می‌کشد
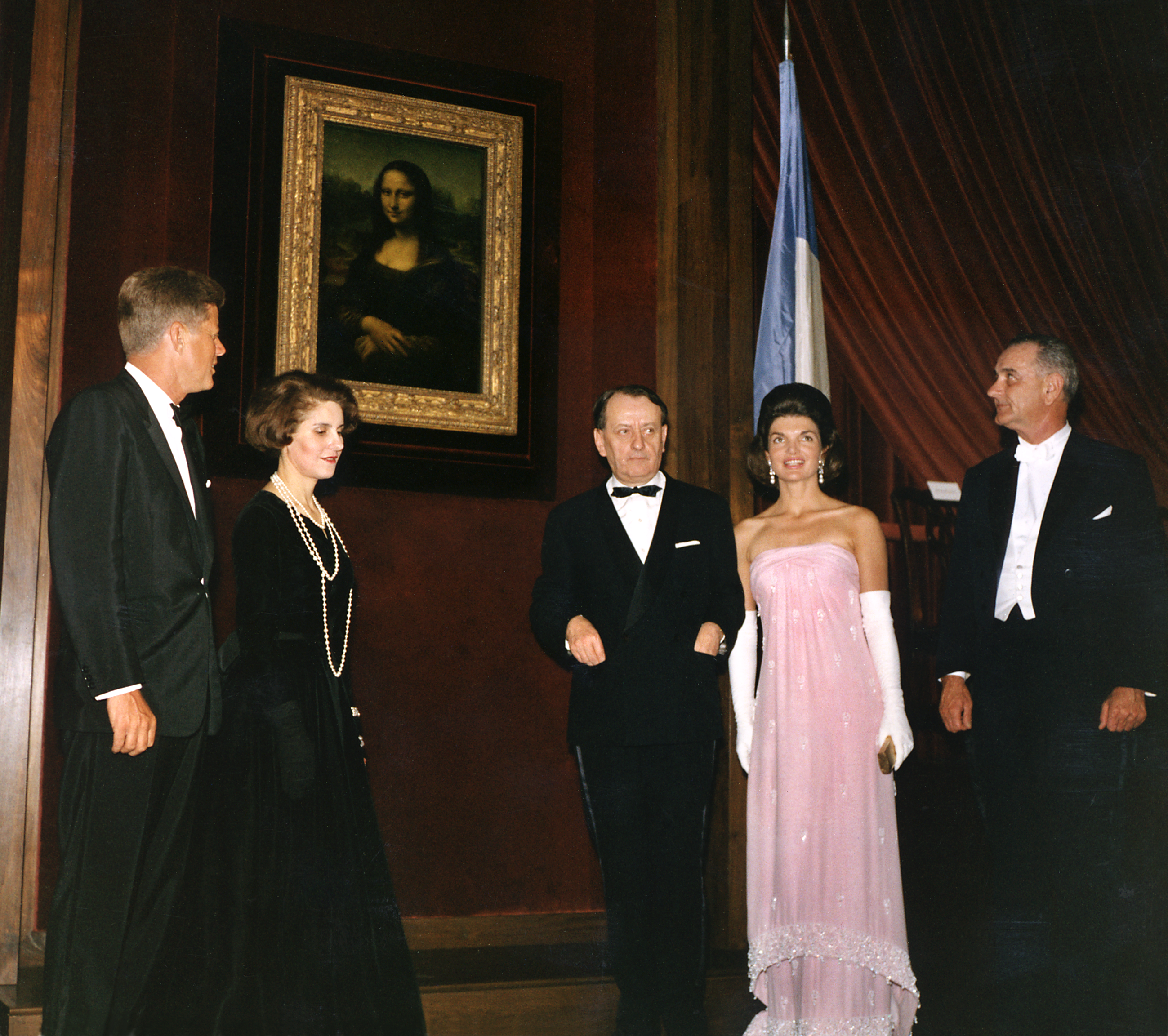
جان اف کندی، ماری مادلین لیو، آندره مارلو و ژاکلین کندی هنگام پرده‌برداری از مونا لیزا در گالری ملی هنر